# کورفووو
کورفووو (به لاتین: Korfovo) یک منطقهٔ مسکونی در روسیه است که در استان آمور واقع شده‌است.